# Samy Kehli
Samy Kehli (Saint-Avold, 27 gennaio 1991) è un calciatore francese, centrocampista o ala dell'APM Metz.